# Polski Fiat 621L

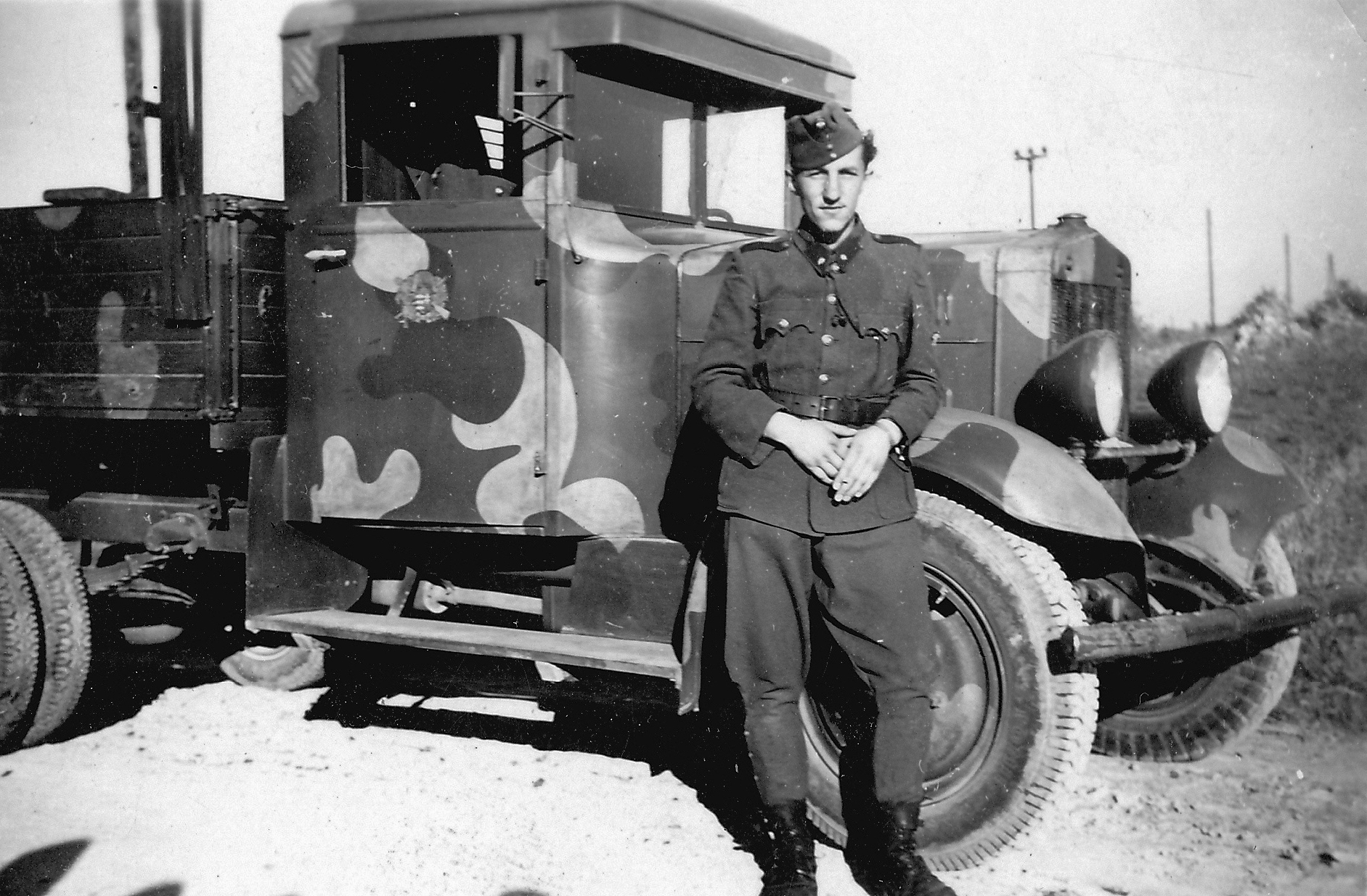
Polski Fiat 621L mit typischer Tarnung

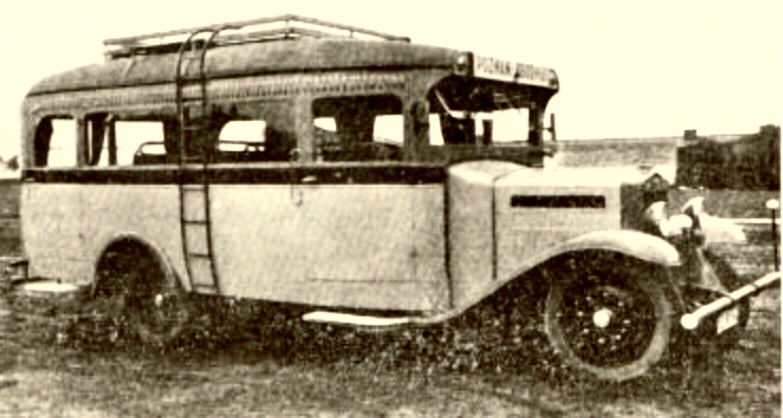
Polski Fiat 621R Omnibus

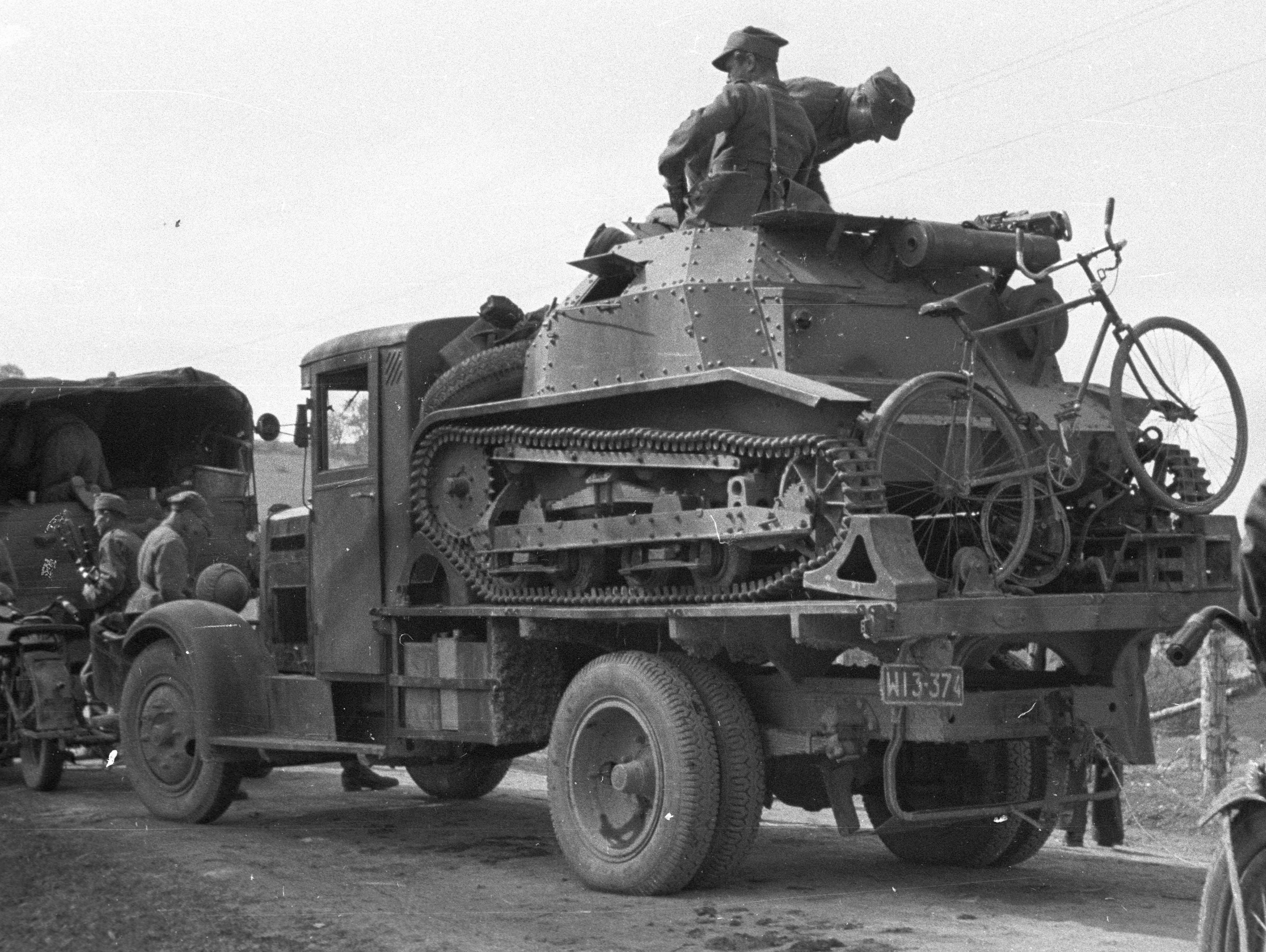
Polski Fiat 621L mit veränderter Ladefläche zum Transport der Tanketten TK-3 und TKS

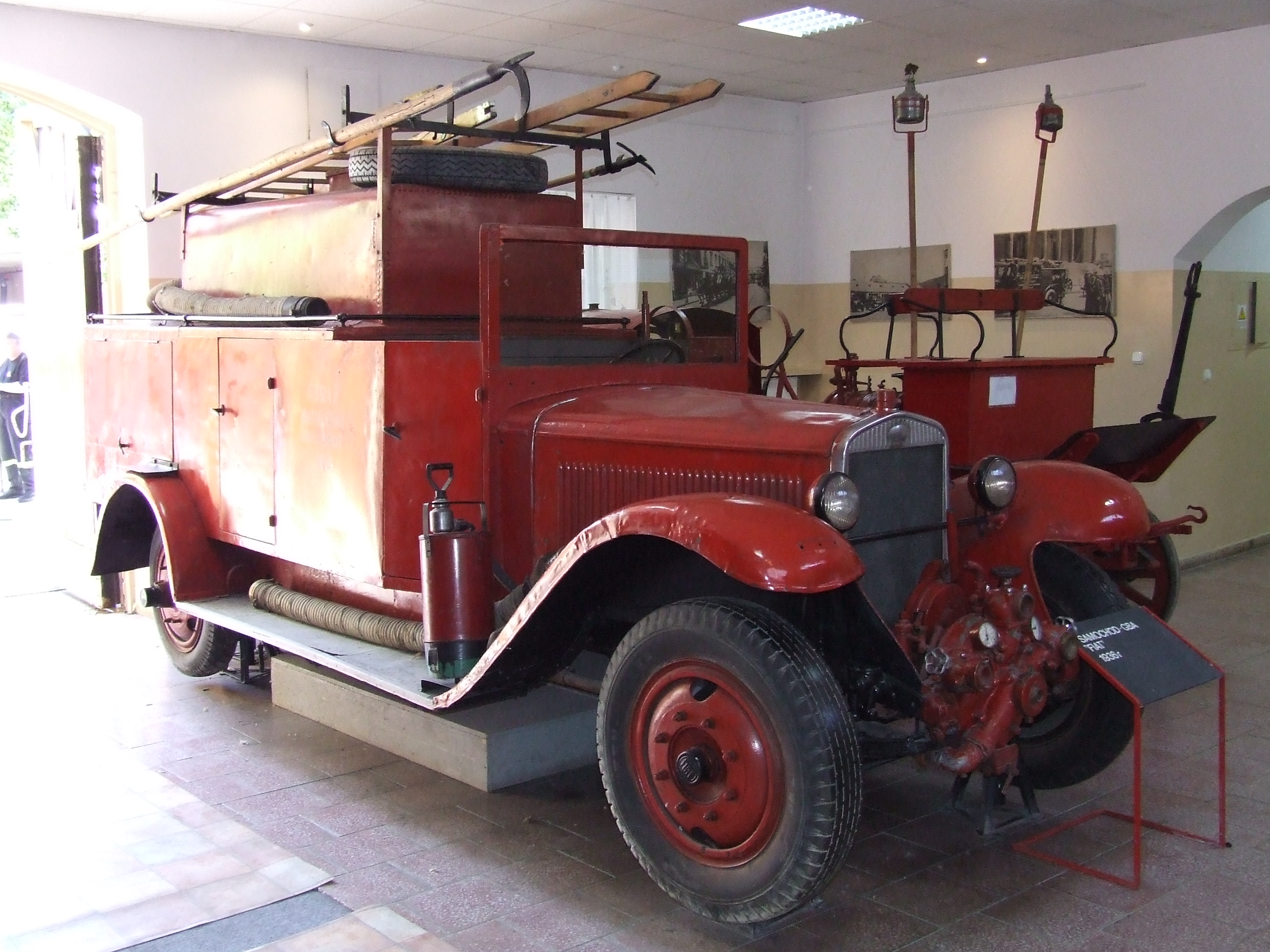
Polski Fiat 621L mit dem Feuerwehraufbau aus dem Jahr 1936 im Feuerwehrmuseum in Warschau

Der Polski Fiat 621L war ein kleiner, polnischer Mehrzweck-Lastkraftwagen der von 1935 bis zum Beginn des Zweiten Weltkriegs mit einer Lizenz von FIAT bei Państwowe Zakłady Inżynierii (PZInż.) (deutsch: Staatliche Ingenieurbauwerke) in Warschau hergestellt wurde.

## Entwicklung
Anfang der 1930er Jahre plante die polnische Armee, die veralteten Ursus A-Lkw zu ersetzen. Nach vielen Beratungen und Erprobungen entschieden sich die für die Ausrüstung der Armee Verantwortlichen für ein Modell von Fiat SpA. Am 21. September 1931 wurde zwischen Fiat und dem staatlichen Unternehmen Państwowe Zakłady Inżynierii (PZInż.) ein Lizenzvertrag geschlossen, der unter anderem die Produktion eines Lastkraftwagens mit einem Gesamtgewicht von 4,8 Tonnen umfasste.
Der Vertrag hatte eine Laufzeit von zehn Jahren und betraf die Fiat-Fahrzeuge 508, 621L und 621R. Der Fiat 621L war ein Lkw, der Fiat 621R hauptsächlich ein Omnibus. Die Produktion des Fiat 621L war dank seiner einfachen Bauweise unproblematisch. Allerdings erwies sich die Haltbarkeit einiger Teile in polnischer Nutzung als unzureichend, da die Straßenverhältnisse und die klimatischen Bedingungen in Polen erheblich anders waren als in Italien.
Aus diesem Grund nahm das Entwicklungsbüro des PZInż. für die Serienproduktion der Polski-Version einige Änderungen vor:
1. das Fahrgestell wurde verstärkt, dazu gehörten Rahmen, Vorderachse, Hinterachse, Aufhängung: Federn und Stoßdämpfer, Antriebswelle
2. der Radstand wurde vergrößert
3. die Sitze in der Fahrerkabine wurden verstärkt
4. ein neuer, größerer Kraftstofftank wurde eingebaut
5. der Motorblock wurde aus höherwertigen Materialien hergestellt
6. ein neuer, vereinfachter und sparsamerer Vergaser vom Typ Solex (französisch) wurde anstelle des Weber-Vergasers genutzt

Als die Serienproduktion des Polski Fiat 621L begann, war das Fahrzeug schon veraltet, weshalb die Planungen zu einer völlig neuen und eigenen polnischen Konstruktion (dem PZInż. 703) begannen, der den 621L in naher Zukunft ersetzen sollte.

## Produktion
Nach mehreren Änderungen in der Konstruktion begann Anfang 1935 in der Fabryce Samochodów Osobowych i Półciężarowych PZInż (deutsch: PZInż. Personenkraftwagen- und Sattelschlepperfabrik) nahe Warschau die lizenzierte Serienproduktion. Anfänglich wurden die Fahrzeuge aus italienischen Teilen zusammengesetzt. Doch 1939 machten die Importbauteile nur noch 10 % aus (hauptsächlich Vergaser und Kugellager).
Als Erstes wurden die Fahrgestelle komplettiert und mit einer Trennwand zwischen Motorraum und Fahrerkabine versehen, die Kabine erhielt sämtliche Armaturen und Steuergeräte und der Motor wurde eingebaut. Schließlich wurde der Sitz für den Fahrer montiert. Danach konnte das Chassis selbstständig bewegt werden.
Die Produktion umfasste zwei Grundversionen, zum einen ein Sonderfahrgestell mit einem eckigen, aus einem Holzskelett mit Blechverkleidung bestehenden Fahrerhaus für das Heer und zum anderen das vereinfachte Fahrgestell, das an zivile Unternehmen verkauft wurde, die in privaten Karosseriewerkstätten Aufbauten entsprechend ihren Vorgaben herstellen ließen. Der Preis betrug damals 10.500 Zloty.
Von 1935 bis September 1939 verließen etwa 9400 Fahrgestelle vom Polski Fiat 621L das Werk. Nachdem die Wehrmacht die Fabrik besetzt hatte, wurden die Arbeiten eingestellt und die Fabrik wurde gesprengt.

## Technische Beschreibung
Der militärische Aufbau des Polski Fiat 621L bestand aus einem Rahmen aus Holz und Stahl. Die Pritsche war eine eisengefasste Holzkonstruktion und konnte mit einer Plane, die auf einen Rahmen gespannt wurde, abgedeckt werden. Die Gesamtlänge des Fahrzeugs betrug 5,70 m mit einem Radstand von 3,65 m. Die Höhe betrug 2,62 m, die Breite wurde mit 2,07 m angegeben. Die Vorderachse war eine starre Achse an halbelliptischen Blattfedern mit hydraulischen Stoßdämpfern. Die Hinterachse war ähnlich aufgebaut, jedoch gab es hier nur Gummipuffer als Stoßdämpfer. Die Vorderachse hatte eine normale Bereifung mit einfachen polnischen Stomil-Reifen, die Hinterachse war zwillingsbereift. Dadurch konnte eine Nutzlast von 2,5 t bei einem zulässigen Gesamtgewicht von 4,8 t transportiert werden.
Der Motor war ein flüssigkeitsgekühlter 6-Zylinder-Viertakt-Reihenmotor vom Typ PZlnż. 367 (Fiat 122B) mit einem Hubraum von 2952 cm³. Er war vor dem Fahrerhaus angeordnet. Mit diesem Motor und je nach Beladung erreichte der Polski Fiat 621L eine Höchstgeschwindigkeit von 55 km/h auf der Straße. Der Kraftstoffverbrauch lag bei 24–25 l/100 km auf der Straße. Die Antriebskraft wurde über eine Mehrscheiben-Trockenkupplung und ein Getriebe mit vier Vorwärtsgängen und einem Rückwärtsgang auf die Hinterräder übertragen. Das Fahrzeug hatte Trommelbremsen an allen vier Rädern und eine mechanisch auf die Antriebswelle wirkende Handbremse.

## Varianten
Vom Polski Fiat 621L gab es viele verschiedene Aufbauten.
- Polski Fiat 621L: Standardversion als Lastkraftwagen mit Pritsche und Plane
- Polski Fiat 621L samobieżne armaty: Selbstfahrlafette mit einer 75-mm-Flugzeugabwehrkanone wz. 14
- Polski Fiat 621L sanitarnej: Sanitätsausführung mit einem Kastenaufbau[3].
- Polski Fiat 621L pożarniczej: Feuerwehrausführung mit verschiedenen Aufbauarten
- Polski Fiat 621L lotniskowej: Flughafenschlepper, mit offenem Aufbau und acht weiteren Sitzplätzen
- Polski Fiat 621L jako wóz dowodzenia: Führungsfahrzeug/Kommandowagen
- Polski Fiat 621L jako wóz dowodzenia z radiostacją: Kommandowagen mit Funkstation
- Polski Fiat 621L warsztat polowy: Werkstattwagen
- Polski Fiat 621L ciągnik siodłowy: Sattelzugmaschine mit z. B. einem Tankanhänger, der 4500 Liter Fassungsvermögen hatte. Weiterhin hatte er eine Motorpumpe mit einer Leistung von 800 oder 2200 l/min. Wurde auch oft von der Feuerwehr verwendet.[2]

## Nutzer

### Verwendung in der polnischen Armee
Mit dem Beginn des Zweiten Weltkrieges am 1. September 1939 beschlagnahmte die polnische Armee sämtliche zivilen Polski Fiat 621L, um genügend Transportkapazität zu erreichen.

### Verwendung in der Wehrmacht
Während des Überfalls auf Polen wurden mehrere Fahrzeuge vom Polski Fiat 621L erbeutet und weiter als Lastkraftwagen eingesetzt. Dabei wurden sie vor allem im Nachschubdienst mit und ohne Anhänger genutzt. Selten wurde das Fahrzeug mit einem festen Aufbau als Sanitätskraftwagen verwendet.

### Verwendung in der Sowjetischen Armee
Genauso wie die deutsche Wehrmacht erbeutete die sowjetische Armee in Ostpolen bei ihrem Angriff diese Fahrzeuge und verwendete sie entsprechend den eigenen Bedürfnissen.